# GDDR4
GDDR4 (Graphics Double Data Rate 4) は、JEDECによって策定されたビデオカード用のメモリー技術である。ラムバスのXDR DRAMへの対抗を企図していた。後継の技術として、GDDR5がある。